# 埃斯克里奇 (堪薩斯州)
埃斯克里奇（英語：Eskridge）是一個位於美國堪薩斯州沃邦西縣的城市。

## 地方資料
根據2020年美國人口普查的數據，埃斯克里奇的面積為1.34平方千米，當中陸地面積為1.34平方千米，而水域面積為0.00平方千米。當地共有人口439人，而人口密度為每平方千米327.61人。